# فكتوريا جويس إلي
فكتوريا جويس إلي (بالإنجليزية: Victoria Joyce Ely)‏ (12 سبتمبر 1889 - 12 مايو 1979) ممرضة أمريكية خدمت في الحرب العالمية الأولى في فيلق ممرضات الجيش ثم قدمت خدمات التمريض في فلوريدا بانهاندل بالانتساب إلى الصليب الأحمر الأمريكي. ألقت فكتوريا المحاضرات وعملت في مكتب الصحة التابع للولاية لتعالج معدلات وفيات الأمهات والرضّع المرتفعة في فلوريدا في العشرينيات. بفضل عملها، تحسنت برامج تدريب القابلات وانخفضت معدلات الوفاة. بعد قضاء 15 عامًا في خدمة الولاية، افتتحت فكتوريا عيادة صحة ريفية في راسكين، فلوريدا، وقدمت خدمات التمريض الأساسية والرعاية التوليدية. في عام 1954 أُعيدت تسمية المرفق وأُطلق عليه مركز جويس إلي الصحي تكريمًا لها. وفي عام 1983، أُدرج اسمها في قاعة الذكرى لجمعية الصحة العامة في فلوريدا وفي عام 2002 أُدرج اسمها في قاعة مشاهير نساء فلوريدا.

## النشأة والتعليم
ولدت فكتوريا جويس إلي في 12 سبتمبر 1889 في فلورا، إلينوي، وهي الطفل الأكبر لكورا ليديا (ني هوف) وهاري س. إلي. تخرجت فكتوريا من ثانوية كارولتون في إلينوي ثم ذهبت للعمل ككاتبة اختزال ومحاسبة. في عام 1911، بدأت دراسة التمريض في مستشفى القديس لوقا التعليمي للممرضات في سانت لويس، ميزوري. حصلت إلي على شهادة الدبلوم في التمريض في عام 1915.

## المهنة
بعد التخرج، بدأت العمل في مستشفى القديس لوقا كمشرفة جناح ومديرة مساعدة بالنيابة للممرضات. كما ساعدت أيضًا في تعليم الممرضات الأخريات. في عام 1917، انضمت إلي إلى نقابة ممرضات الجيش وفي مايو عام 1917 وُضعت في الوحدة 21 لمستشفى قاعدة جامعة واشنطن على قائمة الخدمة الفعلية. حُشدت إلى روان، فرنسا في فترة الحرب ولم تعد إلى الولايات المتحدة حتى يونيو 1919. وعند عودتها، دخلت كلية المعلمين في جامعة كولومبيا في نيويورك وخضعت لدورة في تعليم الممرضات. بعد إنهاء دورة التخرج، عملت لمدة سنة كمدربة تمريض في شيكاغو  وانضمت إلى الصليب الأحمر الأمريكي.
في عام 1923، أُرسلت إلي إلى فلوريدا بانهاندل لتقدم خدمات التمريض في بيري، فلوريدا في مصنع لخشب السرو. كان الجدري والملاريا والتيفوئيد ودودة الإنسيلوستوما من المشاكل الصحية في مدينة المنشَرة في ذلك الوقت وقدمت إلي اللقاحات وتدريبات الرعاية الصحية الأساسية. كان السل أيضًا تهديدًا خطيرًا بالإضافة إلى قلة المراحيض الصحية. عندما وصلت إلي، لم يكن في مدينة بيري سوى طبيب واحد. هناك بدأت بتعليم قواعد النظافة الأساسية بالعمل مع موظفي الصحة في الولاية وقادة المجتمع المحلي. عبّرت المدينة عن امتنانها وأعطتها سيارة ومنزلًا وخادمة، وسرعان ما انتشرت جهودها التعليمية إلى المناطق القريبة.
واصلت إلي الخدمة في الصليب الأحمر حتى عام 1930. في السنة التالية، ووفقًا لنص قانون مزاولة القبالة في الولاية، عُيّنت إلي من قبل مجلس صحة الولاية لتترأس مبادرة تدريب القابلات. عندما وُظِّفت، ذُكِر أن معدلات وفيات الأمهات في فلوريدا كان 10.2 لكل 1000 ولادة، ومعدل وفيات الرضع تجاوز 61 لكل 1000 مولود حي.  في حين أن نسبة الولادات التي حضرتها القابلات في فلوريدا بلغت 30 في المئة، أي أكثر من الضعف في باقي البلاد، وكانت 50 في المئة بين سكان الولاية الأمريكيين من أصل أفريقي، لم يكن هناك نظام تدريبي معمول به للقابلات. هؤلاء النسوة اللاتي خدمن كقابلات في فلوريدا في أوائل العشرينيات وبلغن أكثر من 3000 امرأة عُرفن باسم «القابلات الجدّات» لافتقارهن للتدريب الرسمي.
حصلت إلي على زمالة مقدّمة من مؤسسة روكفلر في عام 1933 واستخدمتها لحضور مدرسة لوبنستاين للقبالة في نيويورك. بعد إتمام تدريبها، عادت إلى فلوريدا وأصبحت أول قابلة تحصل على رخصة في الولاية. بدأت بعد ذلك برنامجًا تدريبيًا وسلسلة من معاهد القابلات لتتعامل مع نقص المهنيين المدرَبين. قُدمت العديد من حلقاتها الدراسية للجماعات الأقليات، إذ سببت سياسات الفصل في الجنوب نقصًا في الوصول إلى التوعيات الأخرى بالإضافة إلى خدمات الصحة الكافية. كما أجرت أيضًا برامجًا فاحصة للكشف عن الأمراض المعدية عند القابلات. حسّنت جهود إلي معايير الصحة وسلامة الأمهات في فلوريدا. ويعود لها الفضل بانخفاض معدلات وفيات الأمهات والرضّع في تلك الفترة.
في عام 1944 غادرت إلي مكتب الصحة التابع للولاية وشغلت منصبًا في وزارة الصحة لمقاطعة هيلزبورو في راسكين، فلوريدا. كانت المنطقة ريفية في أغلبها وتعذّر على العديد من المقيمين الوصول إلى الرعاية الصحية. أقامت إلي عيادة صحية في راسكين، كانت تلك العيادة مرفق الرعاية الصحية الوحيد في المجتمع، دون أن تضم طبيبًا ولا ماء جاريًا على الموقع. كما فعلت سابقًا في بيري، قدّمت إلي التطعيمات وأجرت الفحوص الصحية وقدّمت الزيارات المنزلية. وأصدرت بطاقات صحية لتثبت صحة العاملين العامة عند التوظيف وحضور الولادات المنزلية. في عام 1953، بُني مرفق جديد في راسكين، وفي عام 1954 خُصّص مركز إلي جويس الصحي تكريمًا لها. أُعيد بناء المرفق في عام 1976 واستمر في حمل اسمها. تقاعدت إلي في عام 1957 وكرّست وقتها لأعمال البستنة.

## الوفاة والتكريم بعد الوفاة
توفيّت إلي في 12 مايو 1979 في راسكين، فلوريدا. بعد الوفاة، أُدرج اسمها في عام 1983 في قاعة الذكرى لجمعية الصحة العامة في فلوريدا، وفي عام 2002 في قاعة مشاهير نساء فلوريدا.